# Percival Wallace
 (septembre 2014).
Si vous disposez d'ouvrages ou d'articles de référence ou si vous connaissez des sites web de qualité traitant du thème abordé ici, merci de compléter l'article en donnant les références utiles à sa vérifiabilité et en les liant à la section « Notes et références ».
Percival Francis Wallace Midgley, né en Angleterre en 1890 et mort le 17 septembre 1949 à Barcelone (Catalogne, Espagne), est un footballeur anglais.

## Biographie
Son frère aîné Charles Wallace est aussi footballeur. Percival Wallace arrive à Barcelone en 1910. Il y restera toute sa vie. En 1910, il rejoint le FC Barcelone où joue déjà son frère. Les deux frères inscrivent les trois buts en finale qui donnent au Barça sa première Coupe d'Espagne en 1910 face à l'Español de Madrid.
En 1911, certains joueurs du Barça quittent le club en raison de divergences économiques. Percival Wallace est recruté par l'Espanyol de Barcelone avec son frère. Ils jouent ensuite au Casual SC, avec d'autres dissidents du Barça comme José Quirante et Carlos Comamala. En 1913, Casual disparaît et les frères Wallace retournent au FC Barcelone.
Avec Barcelone, Percival Wallace joue en tout 70 matchs et marque 44 buts.
Il termine sa carrière de footballeur avec l'Espanyol en 1916.

## Palmarès
Avec le FC Barcelone :
- Vainqueur de la Coupe d'Espagne en 1910
- Champion de Catalogne en 1909, 1910 et 1911
- Vainqueur de la Coupe des Pyrénées en 1910 et 1911

Avec l'Espanyol :
- Champion de Catalogne en 1912